# Stadenhauser Mergelkuhlen
Das Gebiet Stadenhauser Mergelkuhlen ist ein 2006 durch das Regierungspräsidium Detmold ausgewiesenes Naturschutzgebiet (NSG-Nummer LIP–085) im Südwesten der nordrhein-westfälischen Stadt Lage im Kreis Lippe.

## Lage
Das rund 18 Hektar große Naturschutzgebiet Stadenhauser Mergelkuhlen gehört naturräumlich zum Lipper Bergland. Es erstreckt sich südwestlich der Lagenser Stadtmitte zwischen der Bielefelder Straße (Bundesstraße 66) im Norden und der Breitenheider Straße im Süden, dem Ortsteil Stadenhausen im Osten sowie Kamerun im Westen.

## Beschreibung
Das Schutzgebiet Stadenhauser Mergelkuhlen wird mit sieben ehemaligen, inzwischen mit einem Vegatationsmosaik aus Wald, Gebüsch/Vorwald, Pionierfluren und Kalk-Halbtrockenrasen eingenommenen Mergelkuhlen mit stark bewegtem Bodenrelief, die innerhalb einer ansonsten ackerbaulich genutzten Landschaft liegen, beschrieben.
Die Stadenhauser Mergelkuhlen sind aufgrund des hohen Strukturreichtums und dem eng verzahnten Mosaik aus unterschiedlichsten Vegetationstypen auf kleinräumig wechselnden Standortbedingungen ein wichtiges Refugialbiotop für zahlreiche, teilweise gefährdete Tier- und Pflanzenarten.

## Schutzzweck
Wesentlicher Schutzzweck ist der Erhalt eines artenreichen Komplexes aus seltenen Pflanzengesellschaften (Halbtrockenrasen) mit zum Teil gefährdeten Arten und vielfältig strukturierten Gebüschflächen und naturnahen Feldgehölzen sowie Kleingewässern.

## Biotoptypen
Im Schutzgebiet Stadenhauser Mergelkuhlen sind die Biotoptypen „Buchenwald“, „Brachgefallenes Magergrünland“, „Eichenmischwald mit einheimischen Laubbaumarten“, „Eschenmischwald“, „Feuchte Hochstaudenflur (flächenhaft)“, „Gebüsch, Strauchgruppe“, „Lehm-, Tonabgrabung“, sowie „Stehendes Kleingewässer“ beschrieben.

## Flora und Fauna

### Flora

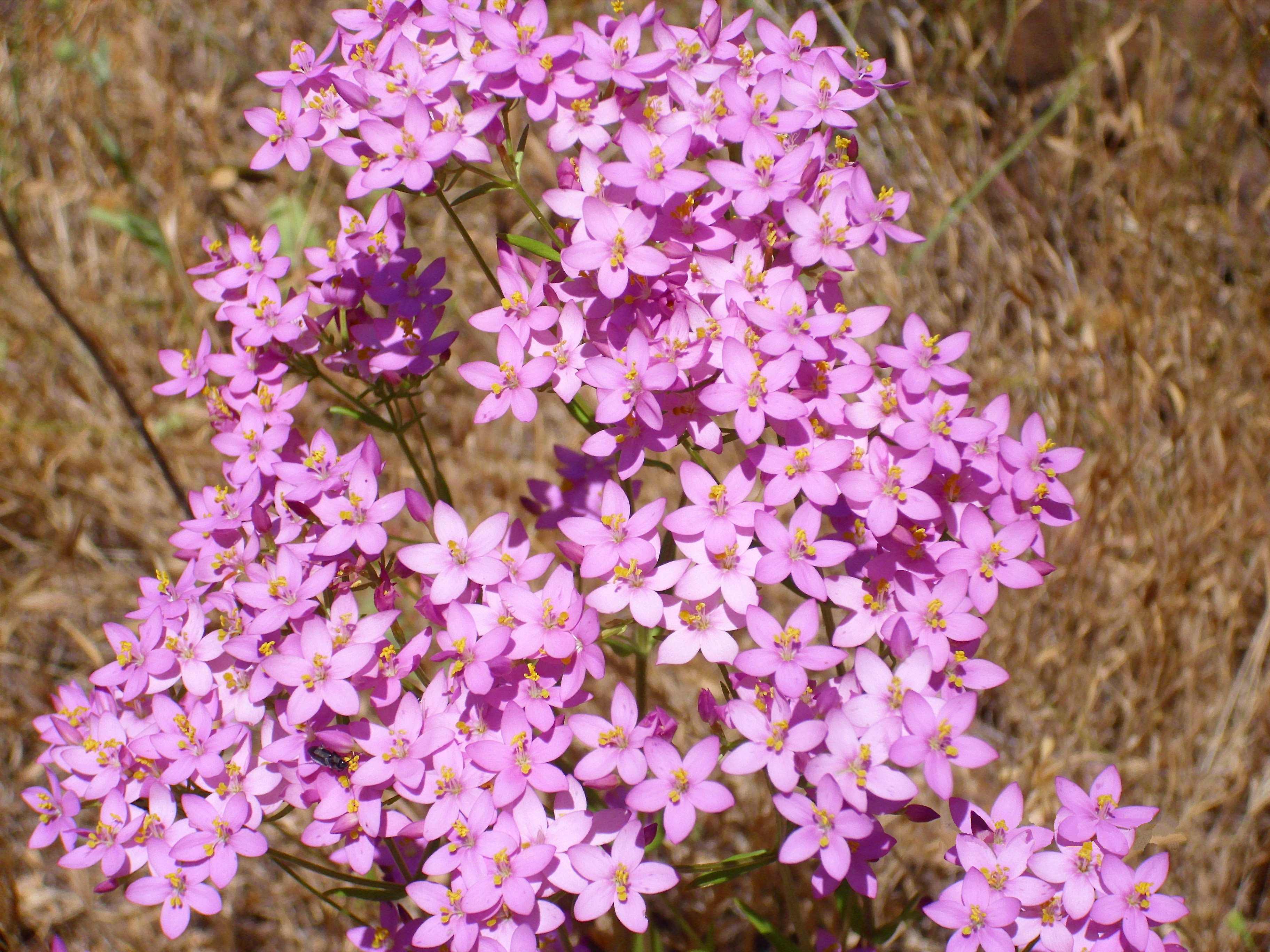
Echtes Tausendgüldenkraut

Aus der schützenswerten Flora sind besonders die im Gebiet vorkommenden „Arten der Roten Liste der gefährdeten Pflanzen in Nordrhein-Westfalen“ zu nennen:
- Acker-Trespe
- Blutwurz
- Echtes Labkraut
- Echtes Tausendgüldenkraut (Foto)
- Färber-Ginster
- Fuchs-Segge
- Geflügeltes Johanniskraut
- Gemeines Zittergras
- Gewöhnliches Kreuzblümchen
- Schild-Ehrenpreis
- Sumpf-Schafgarbe

### Fauna
Aus der schützenswerten Fauna sind besonders die im Gebiet vorkommenden „Arten der Roten Liste der gefährdeten Tiere in Nordrhein-Westfalen“ und Tierarten nach FFH-Richtlinie zu nennen:

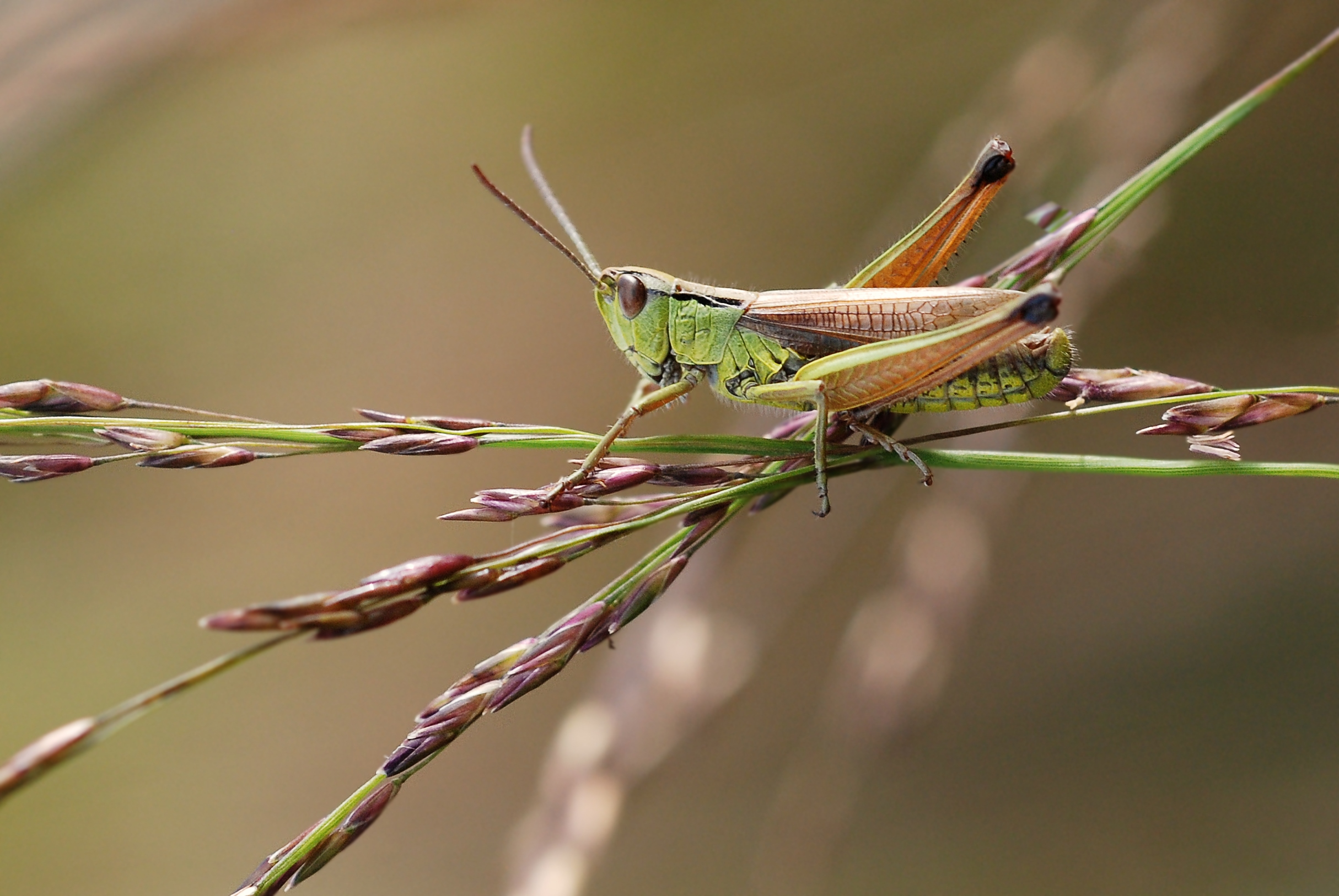
Sumpfgrashüpfer

- Dorngrasmücke
- Feldlerche
- Feldsperling
- Gelbspötter
- Goldammer
- Heidegrashüpfer
- Kammmolch
- Kiebitz
- Klappergrasmücke
- Kleines Wiesenvögelchen
- Kleinspecht
- Kreuzdorn-Zipfelfalter
- Nachtigall
- Sumpfgrashüpfer (Foto)
- Waldlaubsänger
- Waldschnepfe